# Medio intergaláctico caliente

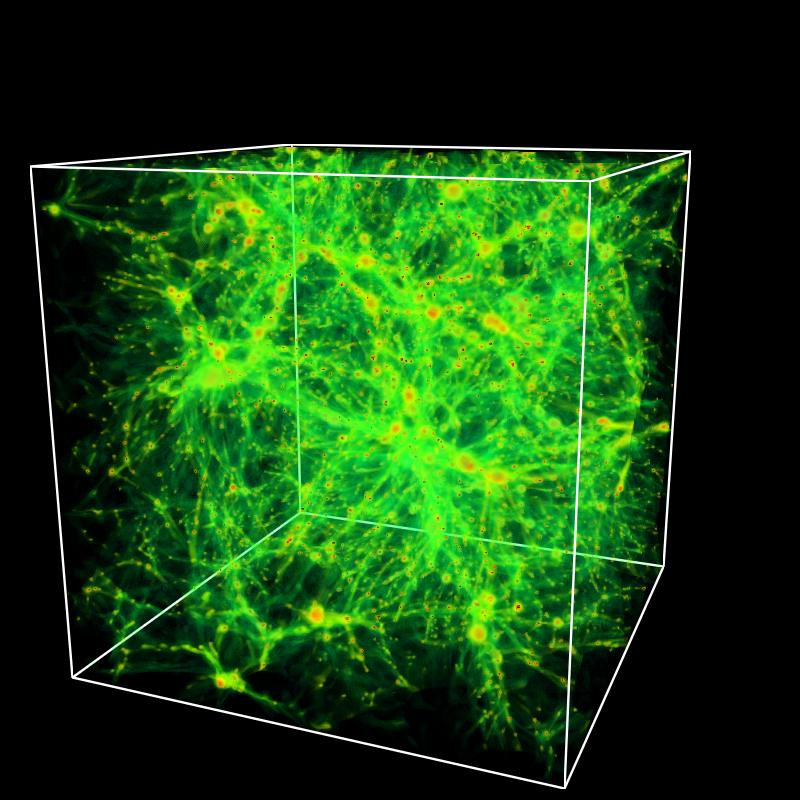
Imagen por computadora de la distribución del medio intergalactico caliente.

El medio intergaláctico caliente (en inglés WHIM, Warm–hot intergalactic medium) hace referencia a un plasma rarificado, templado, (105 a 107 K) que los cosmólogos creen que existe en los espacios intergalácticos y que contiene entre el 40 y el 50% de los bariones  (es decir, 'materia normal' que existe como plasma o como átomos y moléculas, en contraste con la materia oscura) en el universo en la actualidad.

## Características
Se describe como una red de gas caliente y difuso. Mucho de lo que se sabe sobre el medio intergaláctico templado proviene de simulaciones por computadora del cosmos. Se cree que el WHIM forma una estructura filamentosa de bariones tenues y altamente ionizados con una densidad de 1-10 partículas por metro cúbico. Dentro del WHIM, se crean ondas de choque por la acción de núcleos galácticos activos, junto con procesos de fusión y acumulación causados por la gravedad. Parte de la energía gravitatoria suministrada por estos efectos se convierte en emisiones térmicas mediante el calentamiento por choque sin colisiones.
Debido a la alta temperatura del medio, se espera observar fácilmente la absorción o emisión de radiación ultravioleta y de rayos X de baja energía. Para localizar el WHIM, los investigadores analizaron las observaciones de rayos X de un agujero negro supermasivo de rápido crecimiento conocido como núcleo galáctico activo, o AGN (por sus siglas en inglés). Se ha observado que los átomos de oxígeno del WHIM absorben los rayos X que atraviesan el medio. En mayo de 2010, el Observatorio Chandra de Rayos X detectó un depósito gigante de WHIM a lo largo de la estructura en forma de muro galáctico denominada Sculptor Wall, situado a unos 400 millones de años-luz de la Tierra.